# Ida Faubert
Ida Faubert (nombre real Gertrude Florentine Félicitée Ida) (Puerto Príncipe, 14 de febrero de 1882 - Joinville-le-Pont, 1969) fue una escritora haitiana hija del expresidente de Haití, Lysius Salomon.
Vivió en Francia de 1914 a 1969, donde estuvo relacionada con movimientos feministas y artísticos. 